# Heinrich Rudolph Wahlen

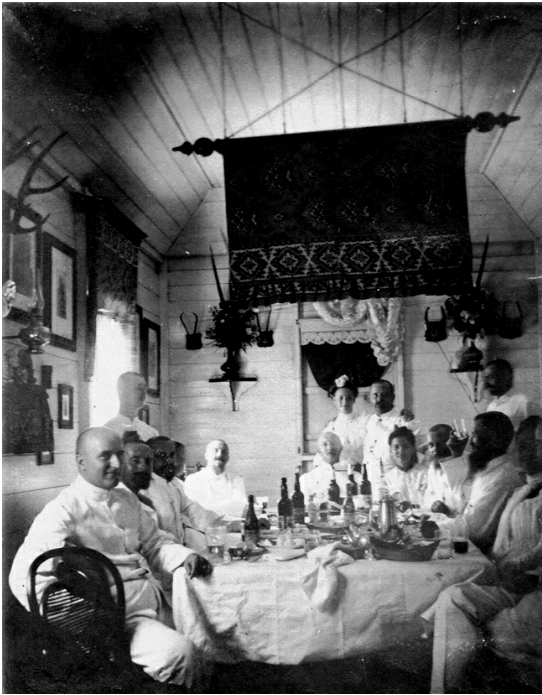
Abschiedsfeier für Heinrich Rudolph Wahlen auf der Insel Matupi, Deutsch-Neuguinea, 1902 (Foto: Otto Dempwolff)

Heinrich Rudolph Wahlen (* 4. Juni 1873 in Grünendeich; † 4. Mai 1970 in Hamburg) war ein deutscher Kaufmann, königlich-schwedischer Konsul für Deutsch-Neuguinea sowie Besitzer von Südsee-Inseln und -Unternehmen.

## Leben

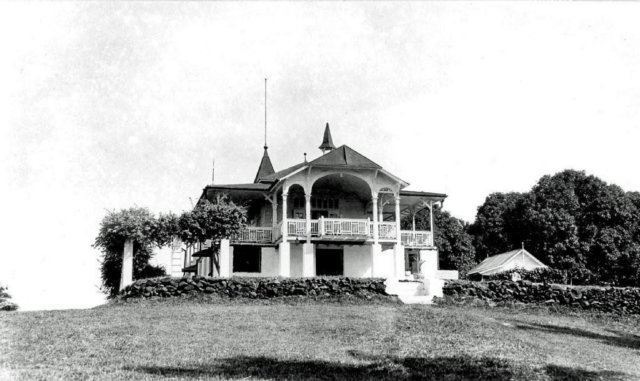
Anwesen Wahlenburg auf der Insel Maron

Wahlen wurde 1873 als Sohn von Jacob und Margaretha Wahlen (geb. Koepke) in Grünendeich geboren. Er ging 1895 in die Kolonie Deutsch-Neuguinea und war bis 1903 Angestellter von Hernsheim & Co in Matupi. Durch das deutsche Gouvernement erwarb er Grundeigentum und Fischereirechte in den Westlichen Inseln. Er ließ sich um das Jahr 1902 auf der Insel Maron, einer Nachbarinsel von Luf, nieder und errichtete dort sein Anwesen Wahlenburg, ein zweistöckiges Herrenhaus im wilhelminischen Stil mit umliegendem Park. Wahlen führte eines der ersten Automobile in Neuguinea ein. Einheimische Fremde pflegte Wahlen durch Gewehrschüsse zu vertreiben, um eine Tabuierung seiner Stationen zu erreichen – seines Erachtens das einzige Mittel zur Gewaltvermeidung.

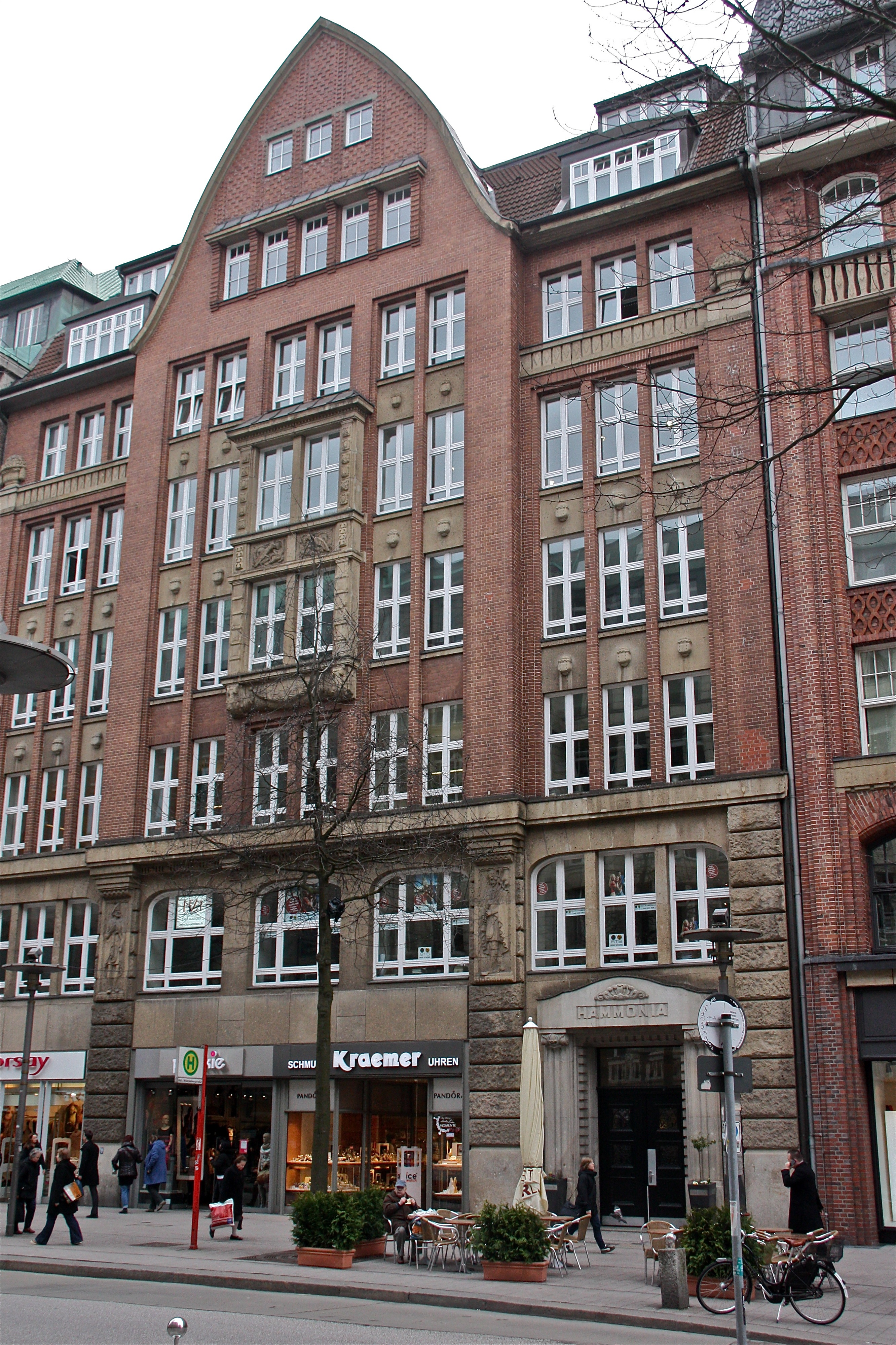
Mönckebergstraße 5 (Caledonia-Haus): Sitz der H.R. Wahlen GmbH in Hamburg ab April 1913 (Foto von 2012)

In den folgenden Jahren baute Wahlen eine koloniale Unternehmensgruppe auf, die anfänglich vor allem auf dem Handel mit Kopra und Perlmutt beruhte. 1906 besaß Wahlen Grundeigentum auf 56 Inseln in der heutigen Provinz Manus. Ab 1907 nahm er als Konsul die diplomatischen Rechte des Königreichs Schweden in Deutsch-Neuguinea wahr. Nach dem Historiker Götz Aly stand diese Ernennung im Zusammenhang mit Schenkungen an das Ethnografische Museum in Stockholm.
Im Jahr 1910 kaufte Wahlen das Unternehmen E. E. Forsayth & Co. und gründete im November 1910 in Hamburg die Heinrich Rudolph Wahlen GmbH. Die beiden großen Unternehmen, die er kontrollierte, waren profitabel: Die H.R. Wahlen GmbH zahlte in den Jahren 1911 und 1912 etwa 9 beziehungsweise 12 Prozent Dividende bei einem Kapital von 1.800.000 Mark. Die E. E. Forsayth GmbH fusionierte im November 1913 mit der Forsayth Kirchner & Co. GmbH als Aktiengesellschaft zur Hamburgischen Südsee AG mit Wahlen als Direktor. Andere Unternehmen unter seiner Kontrolle waren die Baining GmbH, die Kalili GmbH, die Ramu GmbH und die Nambung Sägewerk GmbH. Zudem erhielt Wahlen eine Schürfkonzession zur Goldgewinnung für das Waria-Syndikat, benannt nach dem Fluss Waria in Kaiser-Wilhelms-Land. Gemeinsam mit dem deutschen Gouvernement und dem Unternehmen Stärker & Fischer aus Sydney wurden Versuche zur Verarbeitung von Eisenholz angestellt.
Bis 1914 war Wahlen einer der einflussreichsten deutschen Unternehmer der Region. Australische Bewertungen der deutschen Investitionen in Neuguinea am Ende des Ersten Weltkriegs taxierten die Hamburgische Südsee AG samt Tochtergesellschaften auf rund 500.000 Pfund. Damit lag sie an zweiter Stelle nach der Neuguinea-Kompagnie und vor Hernsheim & Co.
Infolge des Ersten Weltkriegs wurde Wahlen 1920 enteignet. Nach dem Krieg führte er einen langen Rechtsstreit mit der australischen Mandatsmacht um Entschädigung beziehungsweise Wiederherstellung der Wahlen Gruppe. Er trat in die Geschäftsführung der Melanesian Company mit Sitz in London ein. Das Unternehmen kaufte in den Jahren 1926 und 1927 einen Teil der ehemals deutschen Plantagen in Neuguinea zurück. Im Jahr 1929 ging er nach Australien, um die Plantagen zu besichtigen, aber die australische Regierung untersagte ihm die Weiterreise in das Territorium Neuguinea. Er kehrte nach Europa zurück und die Melanesian Company verlor die Plantagen. Wahlen hielt seine Ansprüche dennoch weiter aufrecht. 
In der Zeit des Nationalsozialismus wurde Wahlen, der am 1. Mai 1933 in die NSDAP eingetreten war, als Experte für Neuguinea mit Kolonialfragen betraut. Nach dem Westfeldzug schlug er dem Auswärtigen Amt vor, die komplette Insel – also einschließlich des australischen Südost- und des niederländischen Westteils – zur deutschen Kolonie zu machen.
Noch bis in die 1960er Jahre galt Wahlen als „König der Südsee“ und „Herr über hundert Inseln“. Er starb 1970 im Alter von 96 Jahren in Hamburg.

## Familie

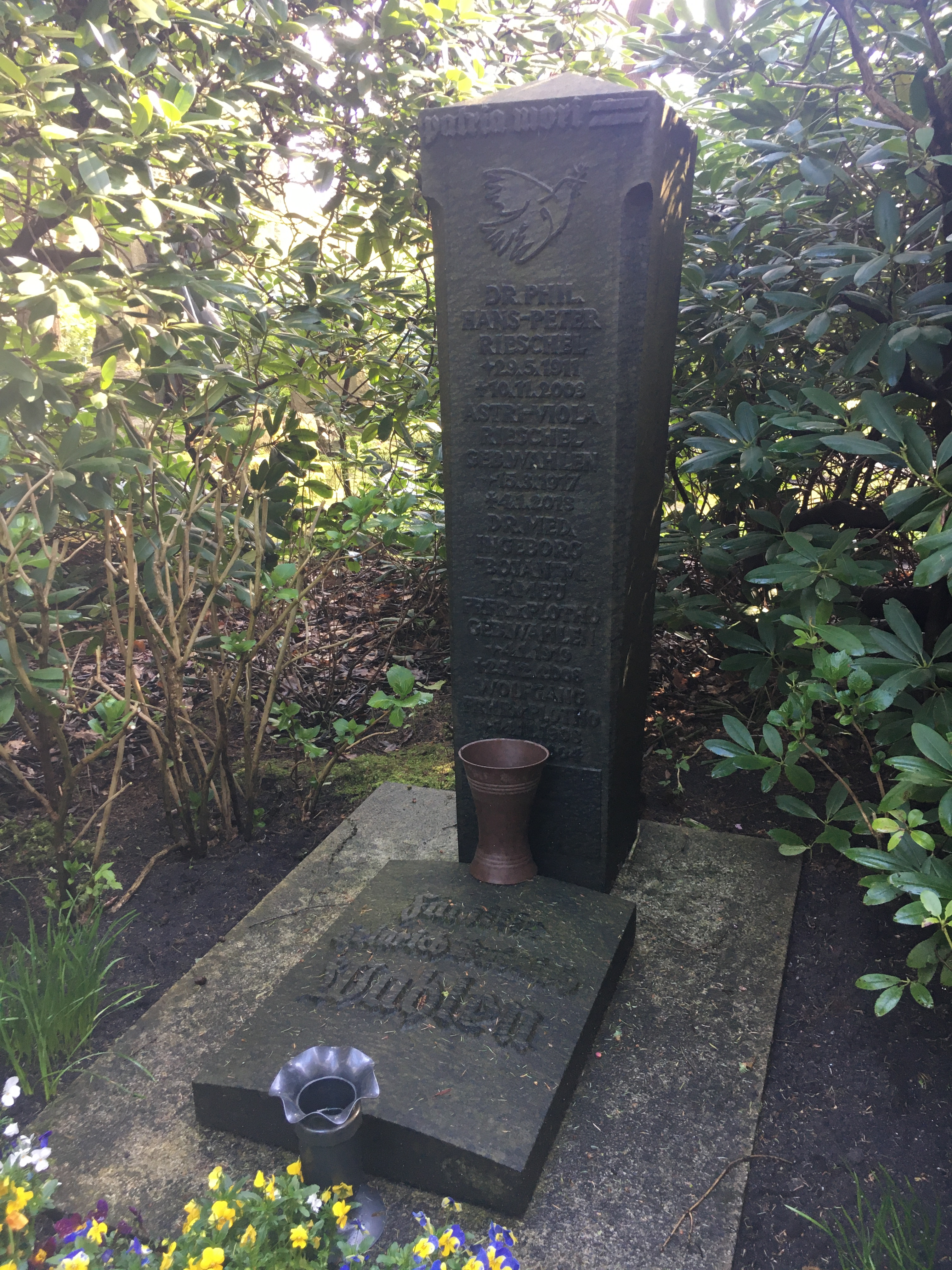
Grabstätte der Familie Wahlen auf dem Friedhof Ohlsdorf im Planquadrat Y 24

Sein Bruder, Julius Wahlen, leitete die Niederlassung der H.R. Wahlen GmbH auf Maron in Neuguinea. Im Jahr 1913 heiratete Wahlen in London die Schwedin Thyra Elisabeth Oskaria Wahlen (geb. von Erfaß) (1889–1953). Das Ehepaar bekam fünf Kinder, darunter die Schauspielerin und Synchronsprecherin Viola Wahlen (1917–2018) und der U-Boot-Kommandant Rolf-Birger Wahlen (1915–1998). Das Familiengrab befindet sich auf dem Friedhof Ohlsdorf in Hamburg.